# Giovanni Aldini
Giovanni Aldini (Bolonha, Estados Pontifícios, 10 de abril de 1762 – Milão, 17 de janeiro de 1834), foi um físico italiano, irmão do Conde Antonio Aldini (1756-1826) e sobrinho de Luigi Galvani, cujo tratado sobre eletricidade muscular foi editada por ele, com notas, em 1791.
Tornou-se professor de Física em Bolonha em 1798, sucedendo seu professor, Sebastiano Canterzani (1734-1819). Seu trabalho científico foi focado principalmente no galvanismo e suas aplicações médicas, incluindo assim a construção e iluminação de faróis, bem como experiências para a preservação da vida humana e objetos materiais frente à destruição pelo fogo. Ele também esteve engajado em demonstrações públicas de técnicas associadas a execução penal, tais como a de George Forster em Newgate, em Londres. Ele escrevia em francês e inglês, além do italiano que era sua língua materna. Em reconhecimento aos seus méritos, o imperador da Áustria, fez dele cavaleiro da Coroa de Ferro e um conselheiro de Estado em Milão, local onde veio a falecer posteriormente. Doou uma quantia considerável para a fundação de uma escola de ciências naturais para artesãos em Bolonha. 

## Principais contribuições
Sua principal contribuição foi em relação ao tratamento de doenças mentais através do método do galvanismo.
Apesar de seus experimentos inusitados como a animação de cadáveres humanos e animais, o que lhe garantiu inúmeros apelidos, cujo trabalho foi utilizado como uma das inspirações para a criação do tão famoso Frankenstein.
Utilizando o método do galvanismo, método esse que foi criado por seu tio Luigi Galvani, foi capaz de tratar pessoas com doenças mentais tais como a esquizofrenia e também a depressão crônica através do galvanismo no qual se utilizava de estímulos elétricos cerebrais para o tratamento dessas doenças. Aldini relatou reabilitação completa dos indivíduos após esse procedimento. 
Por tal feito se tornou um dos pioneiros neste tipo de tratamento que usa a estimulação profunda do cérebro e foi aperfeiçoado com os anos, além de ser ainda um dos mais eficazes no tratamento de doenças mentais por oferecer baixo risco a saúde. 

## Família
Aldini nasceu e cresceu em uma família que amava cultura em geral e ciência em particular. Seu irmão, Antonio Aldini, além de advogado, foi um importante político italiano, tendo fortes ligações com Napoleão Bonaparte na península itálica. Sua mãe era irmã do famoso cientista Luigi Galvani, que foi a maior inspiração para Aldini seguir carreira nesta área. Luigi Galvani foi o precursor das experiências com eletricidade em músculos de nervos, utilizando-se para isso animais. Giovanni, assim como Galvani, fez estudos utilizando eletricidade, ele aplicava corrente elétrica a corpos desmembrados de seres humanos e animais para saber o resultado. 
Giovanni graduou-se em Física pela Universidade de Bologna no ano de 1782. Após trabalhar em um laboratório simples em sua casa que seu tio havia montado, junto com Lucia Galeazzi, esposa de Galvani e outro sobrinho de Galvani, Camilo. Juntos, eles realizaram diversas pesquisas em eletricidade, como o desenvolvimento e produção de máquinas elétricas simples, que permitiram estudar os efeitos da eletricidade na contração muscular de rãs. Esses resultados foram publicadas na famosa obra de Galvani De viribus electricitatis in motu musculari commentarius (Comentários sobre os efeitos da eletricidade no movimento muscular). Tais resultados trouxeram um clima de euforia por toda a Europa, com a possibilidade de talvez ser possível reanimar cadáveres com o uso da eletricidade. Surge assim o Galvanismo.

## Aldini e o Galvanismo

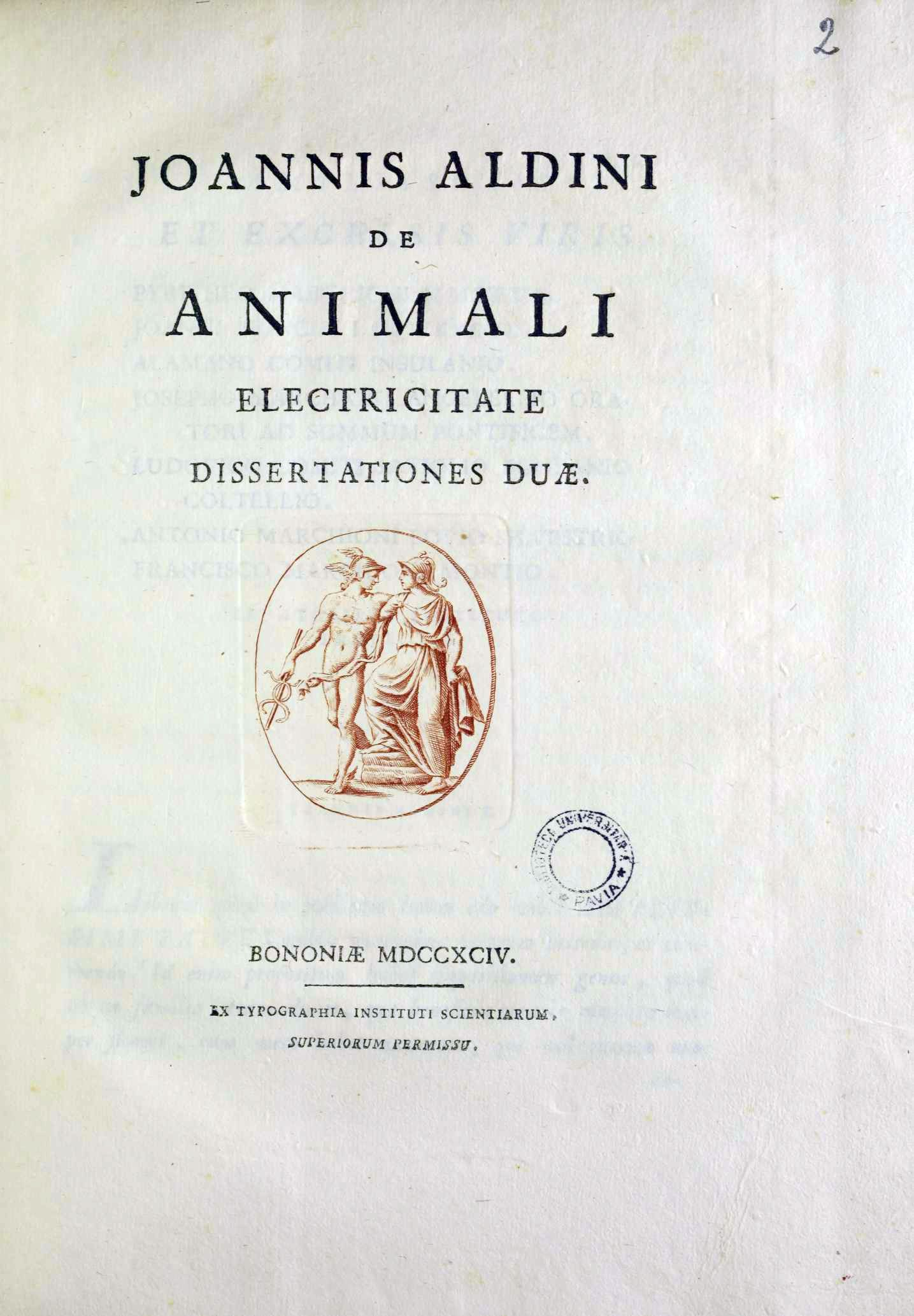
De animali electricitate, 1794

Em 1798, Aldini assume o cargo de professor de Física na Universidade de Bologna, no lugar de seu antigo professor Sebastiano Canterzani. Como professor, ele da sequencia em seus estudos sobre o Galvanismo e funda a Sociedade Galvânica em Bologna. Suas pesquisas agora eram realizadas em animais, estudando o comportamento não só dos músculos, mas também o comportamento do cérebro quando submetido a correntes elétricas. Os experimentos em animais foram com o tempo acarretando em experimentos realizados com cadáveres humanos, para estudar o comportamento em membros humanos. Para esses estudos, eram cedidos corpos de criminosos que eram executados por decapitação. 
O Galvanismo teve como grande opositor a ele o também físico italiano Alessandro Volta, o qual acreditava que a "eletricidade animal" é produzida pelo contato com metais e não devido a uma propriedade do tecido. Aldini tomou a frente o debate, e fez de tudo para propagar os estudos de seu tio e também o seu, saindo em defesa com ímpeto nas idéias de que o corpo animal, e por consequência humano possuía, o que eles chamaram de fluido elétrico, responsável pelos estímulos nervosos dos músculos.

## Os Experimentos de Giovanni Aldini
No ano de 1802, Aldini realizou demonstrações públicas na cidade de Bologna, utilizando corpos de criminosos que haviam sido decapitados a menos de uma hora. Com isso, ele demonstrou os efeitos da eletricidade no corpo humano, demonstrando como os cadáveres dos criminosos se contorciam quando submetidos a correntes elétricas. Aldini começa então uma viagem por toda Europa afim de divulgar o galvanismo e convencer a comunidade científica da existência da eletricidade animal. As dificuldades enfrentadas inicialmente por Giovanni era que os corpos dos criminosos eram sempre decapitados, tendo então uma grande perda de fluidos e não sendo possível assim estudar o comportamento do cérebro humano. 
Em 1803, Aldini visita Londres e Oxford para dar palestras sobre o Galvanismo e realizar demonstrações públicas. A mais famosa se deu no dia 17 de janeiro de 1803, no Royal College of Surgeons. Lá ele teria a sua disposição o corpo inteiro (pois os ingleses enforcavam os criminosos) do criminoso George Foster, acusado pelos assassinatos de sua esposa e filha. Quando Aldini usou eletricidade no corpo de Forster, a mandíbula começou a tremer, os músculos a se contorcer e um dos olhos se abriu, ou seja, todos os seus membros começaram se mexer, como se o criminoso estivesse convulsionando, assustando assim todos os espectadores locais, que entraram em pânico, achando que o mesmo havia voltado de sua morte. No entanto, Giovanni sabia que o homem não tinha voltado a vida e que o experimento não foi um sucesso. Tal acontecimento serviu de inspiração para a escritora Mary Shelley criar a famosa obra literária Frankenstein, um homem já morto que volta a vida após ser atingido por uma forte descarga elétrica.
Em 1804, após suas viagens pela Europa, Aldini publica em Paris a obra Essai théorique et experimental sur le galvanisme, relatando suas experiências com o Galvanismo. Tal obra foi dedicada a Napoleão Bonaparte. Em recompensa pelas suas contribuições com a ciência, Aldini é contemplado com a Ordem da Coroa de Ferro da Áustria, e convidado pelo próprio Napoleão a ser conselheiro do estado de Milão, para onde se muda em 1807, abandonando a carreira acadêmica. No dia 17 de janeiro de 1834, Giovanni Aldini vem a falecer. 

## Contribuições para o estudo do Sistema nervoso central
Giovanni Aldini se dedicou a seguir os passos de seu tio, Luigi Galvani, no que diz respeito a estudos relacionados ao corpo humano. O corpo humano possui uma pequena quantidade de eletricidade, denominados impulsos elétricos, os quais são gerados pelo sistema nervoso central. O mesmo envia comandos e fazem com que os músculos de todo corpo se movimentem.
Luigi Galvani, um dos precursores do estudo da bioeletricidade do corpo humano, acreditava que a eletricidade artificial seria capaz de trazer mortos de volta à vida. No entanto, não chegou a provar suas teorias através de experimentos com seres humanos, e, dessa forma, limitou-se a estudar esse tipo de comportamento/fenômeno em sapos. Com a morte de seu tio, Aldini decidiu testar os conceitos dele, em animais e depois em seres humanos, a fim de provar a razão do mesmo. 
Aldini tinha dificuldades de encontrar corpos com sangue ainda em suas veias, desta forma, decidiu utilizar corpos de pessoas que morreram por enforcamentos em Londres. Por fim, reconheceu o fracasso de seus experimentos, mas contribuiu para alguns temas sobre o sistema nervoso central, que tiveram prosseguimento e que foram aprimorados por outros pesquisadores após sua morte.
Os experimentos através das grotescas pesquisas de Aldini foram motivo de inspiração para a britânica Mary Shelley, autora de um dos romances góticos mais famosos do mundo, “Frankenstein”, um clássico conto que, com o passar do tempo, foi adaptado às mais variadas mídias. 

## Trabalhos
- De viribus electricitatis in motu musculari commentarius cum I. A. dissertatione et notis, Modena, 1792.
- (em latim) De animali electricitate , Bolonha, tipografia do Instituto de Ciências (Bolonha), 1794.
- (em inglês) An account of the late improvements in galvanism, with a series of curious and interesting experiments performed before the commissioners of the French National Institute, and repeated lately in the anatomical theatres of London, to which is added an appendix containing experiments on the body of a malefactor executed at Newgate, and dissertations on animal electricity, 1793 and 1794, Cuthell & Martin and J. Murray, London 1803.
- (em francês) Précis des expériences galvaniques faites récemment à Londres et à Calais par Jean Aldini […], suivi d’un extrait d’autres expériences, détaillées dans un ouvrage du même auteur, et qui ont été publiées à Londres par M. Nicholson, Levrault et Barrau, Parigi 1803.
- (em francês) Essai théorique et expérimental sur le galvanisme, avec une série d’expériences faites devant des commissaires de l’Institut national de France, et en divers amphithéâtres anatomiques de Londres, Fournier Fils, Parigi 1804.
- Osserv. sul flusso del mare, Bologna 1811.
- Sperienze sulla leva idraulica, Bologna 1811.
- Saggio esperimentale sull'esterna applicazione del vapore all'acqua dei bagni e delle filande a seta, Milano 1818.
- (em francês) Recherche expérimentales sur l’application extérieure de la vapeur pour échauffer l’eau dans la filature de la soie, Huzard, Parigi 1819.
- Generai views on the application of galvanism to medicai purposes principally in cases of suspended animation, London 1819.
- Memoria sulla illuminazione a gas dei teatri, e progetto di applicarla all I. R. Teatro della Scala in Milano, Società tipografica classici Italiani, Milano 1820.
- Saggio di osservazioni sui mezzi atti a migliorare la costruzione e l’illuminazione dei fari, Società tipografica classici Italiani, Milano 1823.
- (em francês) Art de se préserver de la flamme, appliqué aux pompiers et à la conservation des personnes exposées au feu; avec une série d’expériences faites en Italie, à Genève et à Paris par M. le Chevalier Aldini, Huzard, Parigi 1830.

## Leitura complementar
- Dibner, Bern (1970). «Giovanni Aldini». Dictionary of Scientific Biography. 1. New York: Charles Scribner's Sons. pp. 107–108. ISBN 0684101149